# Free Alongside Ship
FAS (… named port of shipment) англ. Free Alongside Ship, або Франко уздовж борта судна (… назва порту відвантаження) — термін інкотермс 2000 та 2010, який означає, що продавець виконав постачання, коли товар розміщений уздовж борта судна на причалі чи на ліхтерах у зазначеному порту відвантаження. Це означає, що з цього моменту всі ризики втрати і ушкодження товару повинен нести покупець. За умовами терміна FAS на продавця покладається обов'язок з митного очищення товару для експорту.